# 大陆银行仓库
大陆银行仓库始建于1925年，坐落于当时天津法租界的柏公使河坝（今和平区张自忠路223号），原为创建于1919年4月的大陆银行的仓库，目前是特殊保护等级历史风貌建筑。

## 历史
原大陆银行仓库成立于1919年，主要经营保管、信托、买卖股票及有价证券业务。二十世纪20年代，为实现扩展抵押借款业务，打破英商平和洋行对抵押物资的垄断，使码头仓储和抵押贷款有所保证，大陆银行大力发展仓储业务并于1925年春在万国桥畔修建了一座大型仓库，存放各种商货，从而夺得了外商70%的仓储业务。

## 建筑

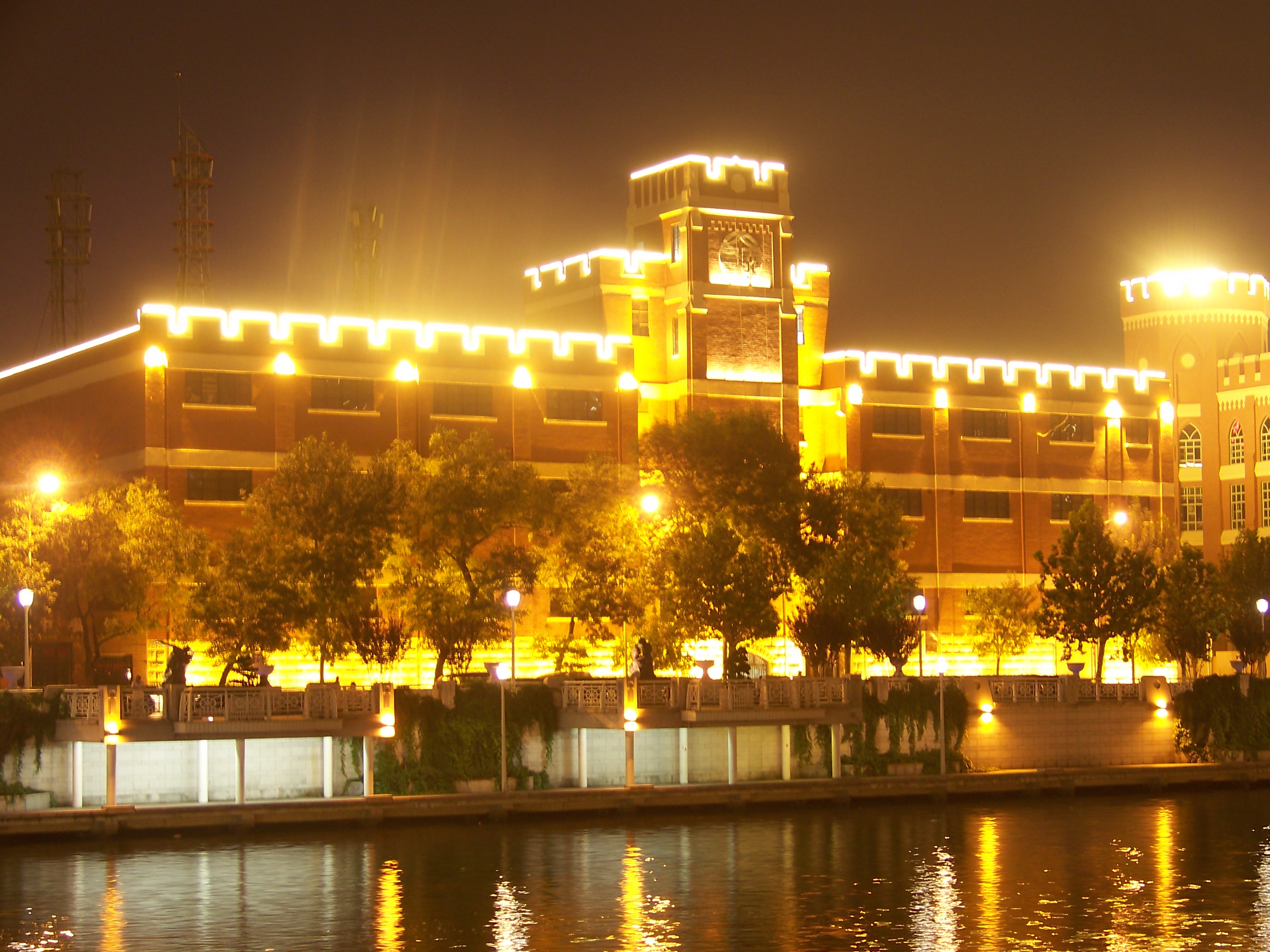
大陆银行仓库夜景

大陆银行仓库为砖木混合结构欧洲中古时期建筑风格的古城堡式楼房，主体4层、局部6层，外立面为清水砖墙，檐口设计成城堡常见的垛口样式，顶部中路高出的钟塔更像是一座碉堡。建筑整体体量厚重敦实，作为仓储场所能给客户一种安全、信任的感觉，水平向的三段构图特征明显，是一座具有中世纪罗马建筑风格的建筑。

## 内部链接
- 大陆银行
- 天津大陆银行大楼